# 모토부정
모토부정(일본어: 本部町)은 일본 오키나와현 구니가미군의 정이다.

## 지리

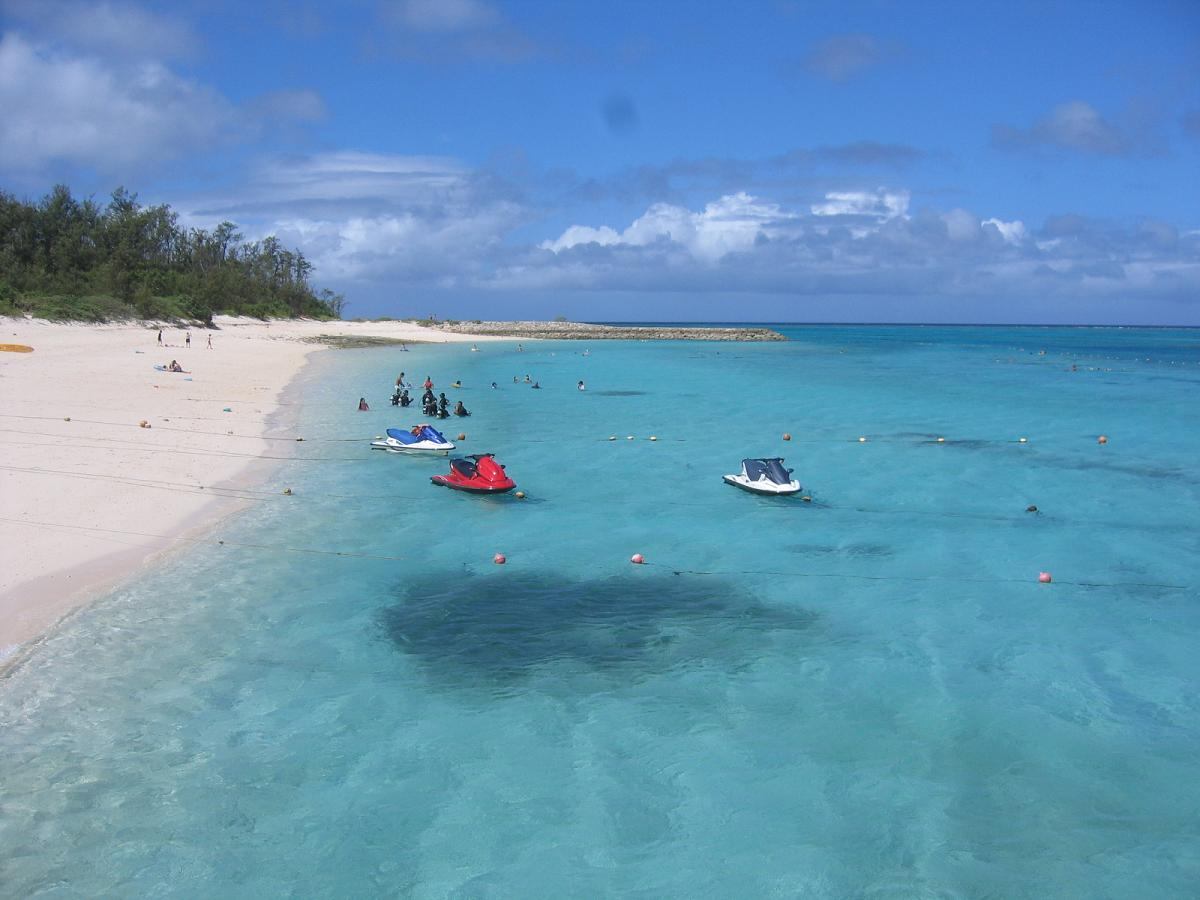
민나섬 해변

오키나와섬 북부의 모토부 반도 서부에 위치하고 나고시에서 약 20km 떨어져 있다. 또 오키나와 국제해양박람회가 열린 국영 오키나와 기념공원이 있다.
예전에는 주변의 섬을 연결하는 모토부항을 중심으로 번창했지만 현재는 이에섬으로의 연락선이 정의 번화가에서 멀어진 모토부 신항으로, 이제나섬, 이헤야섬으로의 연락선은 근처 나키진촌의 운덴항으로 옮겨져 시가지 전체의 활기가 없어지고 있다.
정역은 세소코섬, 민나섬도 포함한다.

### 인접한 자치체
- 나고시
- 나키진촌

## 역사
- 1908년 4월 1일 - 도서정촌제 시행으로 모토부촌이 성립하였다.
- 1940년 12월 15일 - 정으로 승격해 모토부정이 되었다.
- 1947년 8월 1일 - 북부를 가미모토부촌으로 분리하였다.
- 1971년 11월 1일 - 가미모토부촌을 재편입하였다.
- 1975년 7월 19일 - 오키나와 국제해양박람회가 개최(1976년 1월)되었다.
- 1985년 2월 - 세소코 대교가 개통해 세소코섬이 오키나와섬과 연결되었다.

## 교통

### 도로
- 국도 449호선
- 국도 505호선